# Didemnum biglans
Didemnum biglans är en sjöpungsart som först beskrevs av Sluiter 1906.  Didemnum biglans ingår i släktet Didemnum och familjen Didemnidae.
Artens utbredningsområde är Södra Ishavet. Inga underarter finns listade i Catalogue of Life.